# ميخيل كرامر
ميخيل كرامر (بالهولندية: Michiel Kramer) (مواليد 3 ديسمبر 1988) هو لاعب كرة قدم هولندي يجيد اللعب في مركز الهجوم , ويلعب أيضًا كلاعب خط وسط مهاجم وجناح هجومي أيمن , ويلعب حاليًا لنادي فينورد الهولندي.

## إنجازات اللاعب

### فينورد
- كأس هولندا: 2015-2016

## روابط خارجية
- ميخيل كرامر على موقع قاعدة بيانات كرة القدم.إي يو (الإنجليزية)
- ميخيل كرامر على موقع Soccerway.com (الإنجليزية)
- ميخيل كرامر على موقع عالم كرة القدم.نت (الإنجليزية)
- ميخيل كرامر على موقع AS.com (الإسبانية)

- Michiel Kramer